# Giou-de-Mamou
Giou-de-Mamou est une commune française située dans le département du Cantal, en région Auvergne-Rhône-Alpes.

## Géographie
Giou-de-Mamou appartient à la partie de l'Auvergne-Rhône-Alpes anciennement connue sous le nom de Haute-Auvergne. Les habitants de Giou-de-Mamou sont appelés les Mamousaurres (féminin) et les Mamousaures (masculin) [réf. souhaitée].
Giou-de-Mamou est située à 6 km au nord-est d'Aurillac. Le village est entouré par les communes de Yolet, Saint-Simon et d'Arpajon-sur-Cère.
Giou-de-Mamou est située à 746 mètres d'altitude, le ruisseau le Mamou est le principal cours d'eau qui traverse la commune. Il est divisé en branches : l'une traversant le village principal et l'autre traversant le lieu-dit de Mamou. Ce ruisseau prend sa source sur le plateau du Coyan.
Le parc naturel régional des volcans d'Auvergne se situe à environ 10 km de Giou-de-Mamou.
Les principaux hameaux de Giou-de-Mamou sont Carnéjac, Cavanhac, Espériès, l'Hôpital et Mamou.

### Communes limitrophes

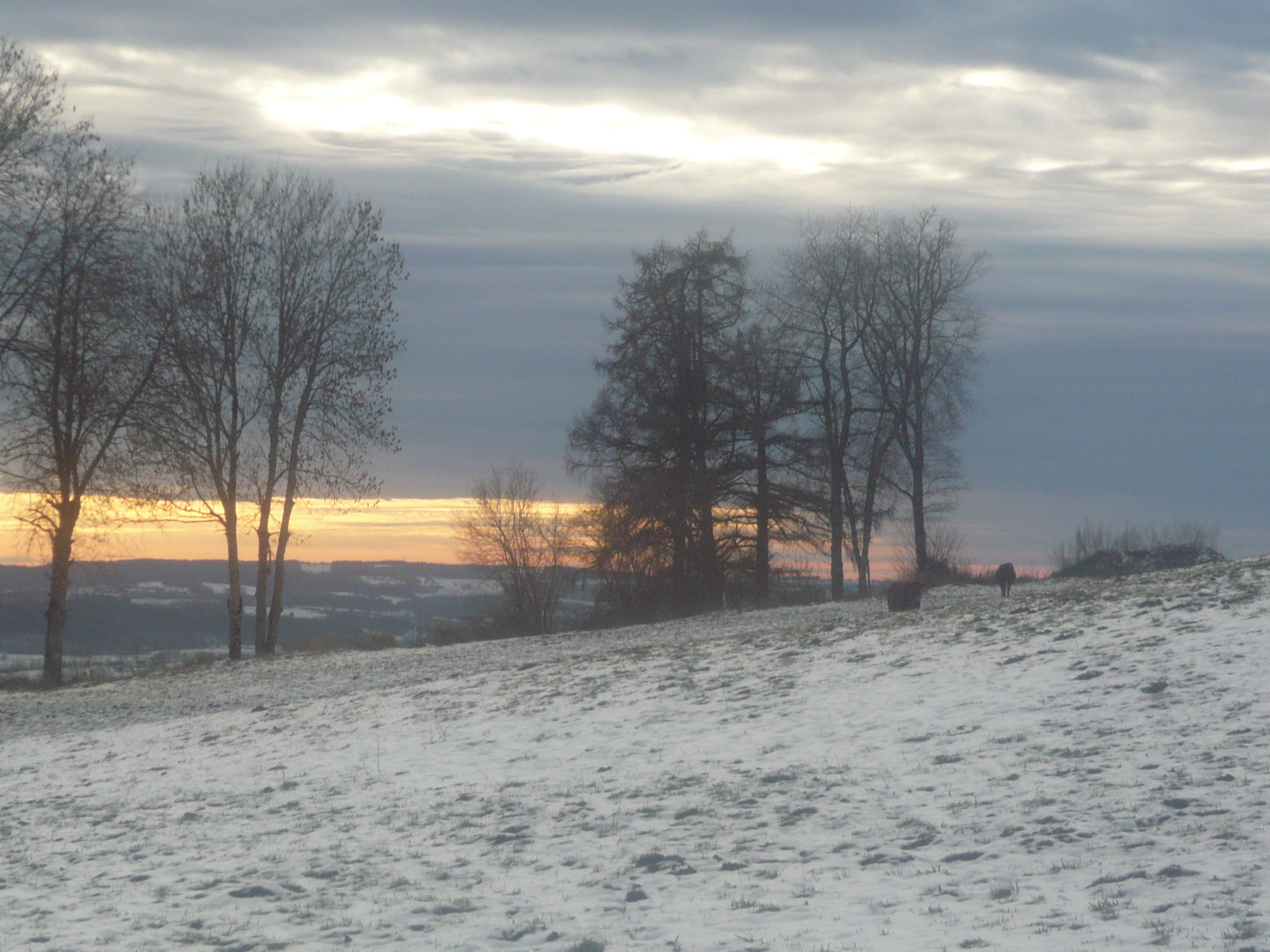
Vue hivernale d'Espériès, Giou-de-Mamou, Cantal.

Les communes limitrophes sont  Arpajon-sur-Cère, Aurillac, Polminhac, Saint-Simon, Vézac et Yolet.
| Saint-Simon      |               | Polminhac |
| Aurillac         | Giou-de-Mamou | Yolet     |
| Arpajon-sur-Cère |               | Vézac     |

### Climat
Pour des articles plus généraux, voir Climat d'Auvergne-Rhône-Alpes et Climat du Cantal.
En 2010, le climat de la commune est de type climat de montagne, selon une étude du CNRS s'appuyant sur une série de données couvrant la période 1971-2000. En 2020, Météo-France publie une typologie des climats de la France métropolitaine dans laquelle la commune est exposée à un climat de montagne ou de marges de montagne et est dans la région climatique  Ouest et nord-ouest du Massif Central, caractérisée par une pluviométrie annuelle de 900 à 1 500 mm, maximale en automne et en hiver. 
Pour la période 1971-2000, la température annuelle moyenne est de 9,9 °C, avec une amplitude thermique annuelle de 15,3 °C. Le cumul annuel moyen de précipitations est de 1 404 mm, avec 13,4 jours de précipitations en janvier et 8,3 jours en juillet. Pour la période 1991-2020, la température moyenne annuelle observée sur la station météorologique de Météo-France la plus proche, sur la commune d'Aurillac à 6 km à vol d'oiseau, est de 10,5 °C et le cumul annuel moyen de précipitations est de 1 134,7 mm,. Pour l'avenir, les paramètres climatiques de la commune estimés pour 2050 selon différents scénarios d'émission de gaz à effet de serre sont consultables sur un site dédié publié par Météo-France en novembre 2022.

## Urbanisme

### Typologie
Au 1er janvier 2024, Giou-de-Mamou est catégorisée commune rurale à habitat dispersé, selon la nouvelle grille communale de densité à 7 niveaux définie par l'Insee en 2022.
Elle est située hors unité urbaine. Par ailleurs la commune fait partie de l'aire d'attraction d'Aurillac, dont elle est une commune de la couronne,. Cette aire, qui regroupe 85 communes, est catégorisée dans les aires de 50 000 à moins de 200 000 habitants,.

### Occupation des sols
L'occupation des sols de la commune, telle qu'elle ressort de la base de données européenne d’occupation biophysique des sols Corine Land Cover (CLC), est marquée par l'importance des territoires agricoles (88,2 % en 2018), une proportion identique à celle de 1990 (88,2 %). La répartition détaillée en 2018 est la suivante : 
zones agricoles hétérogènes (61 %), prairies (27,2 %), forêts (7,2 %), zones urbanisées (4,2 %), milieux à végétation arbustive et/ou herbacée (0,4 %). L'évolution de l’occupation des sols de la commune et de ses infrastructures peut être observée sur les différentes représentations cartographiques du territoire : la carte de Cassini (XVIIIe siècle), la carte d'état-major (1820-1866) et les cartes ou photos aériennes de l'IGN pour la période actuelle (1950 à aujourd'hui).

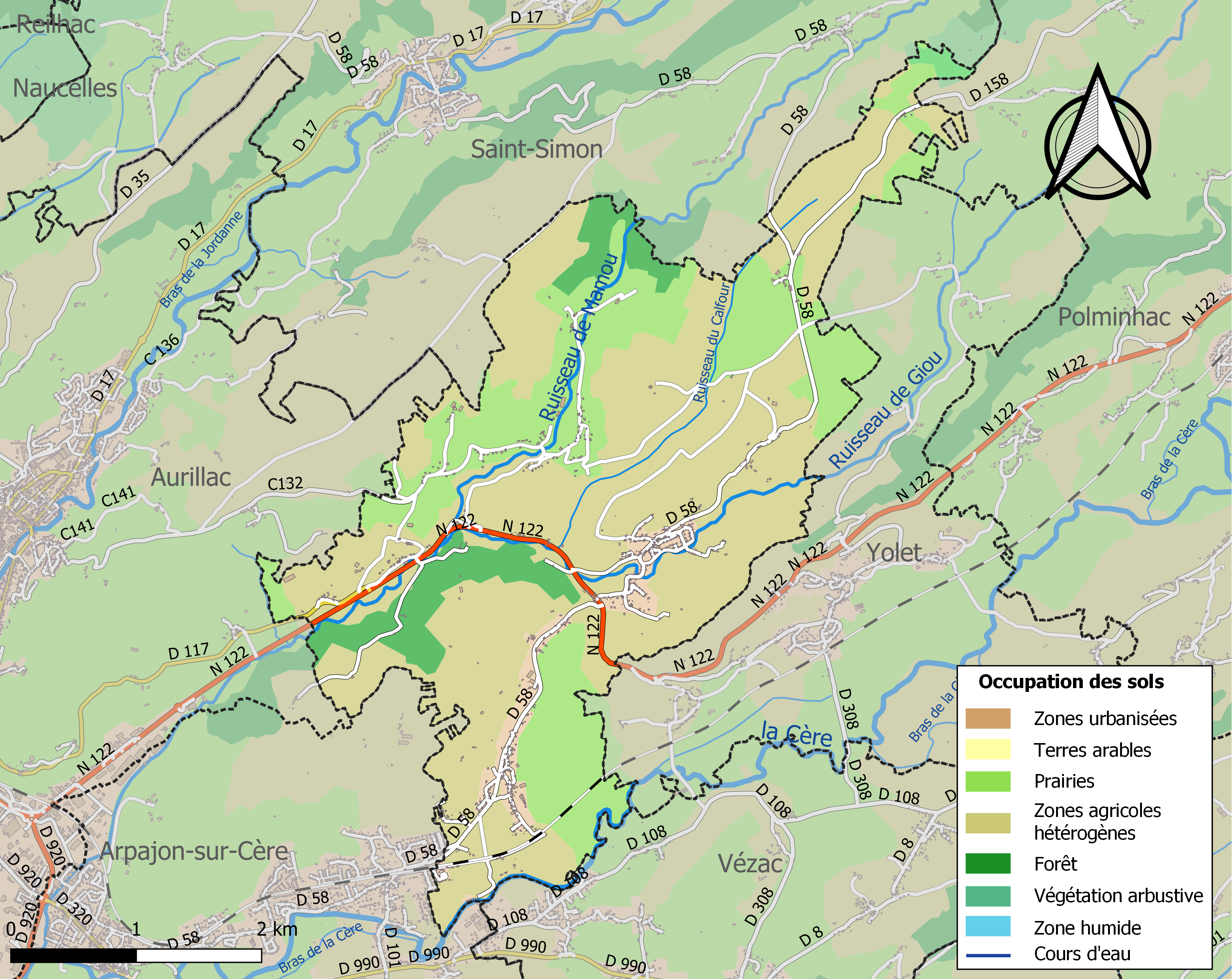
Carte des infrastructures et de l'occupation des sols de la commune en 2018 (CLC).

### Habitat et logement
En 2018, le nombre total de logements dans la commune était de 376, alors qu'il était de 346 en 2013 et de 343 en 2008.
Parmi ces logements, 88,1 % étaient des résidences principales, 5 % des résidences secondaires et 6,9 % des logements vacants. Ces logements étaient pour 96,7 % d'entre eux des maisons individuelles et pour 3,3 % des appartements.
Le tableau ci-dessous présente la typologie des logements à Giou-de-Mamou en 2018 en comparaison avec celle du Cantal et de la France entière. Une caractéristique marquante du parc de logements est ainsi une proportion de résidences secondaires et logements occasionnels (5 %) inférieure à celle du département (20,4 %) mais supérieure à celle de la France entière (9,7 %). Concernant le statut d'occupation de ces logements, 84,8 % des habitants de la commune sont propriétaires de leur logement (88,9 % en 2013), contre 70,4 % pour le Cantal et 57,5 pour la France entière.
| Typologie                                               | Giou-de-Mamou | Cantal | France entière |
| ------------------------------------------------------- | ------------- | ------ | -------------- |
| Résidences principales (en %)                           | 88,1          | 67,7   | 82,1           |
| Résidences secondaires et logements occasionnels (en %) | 5             | 20,4   | 9,7            |
| Logements vacants (en %)                                | 6,9           | 11,9   | 8,2            |

## Toponymie
Attestée sous la forme Jovis en 1378.

Le nom même de Giou-de-Mamou serait d'une origine antique et indiquerait que Jupiter (Jovis) y était adoré[réf. nécessaire].

## Histoire
Le rocher de Giou-de-Mamou a probablement été occupé dès l'époque celtique. Il reste ainsi quelques vestiges mégalithes sur le plateau de l'Hôpital - situé a quelques kilomètres du bourg. Le nom même de Giou-de-Mamou serait d'une antique origine et indiquerait que Jupiter (Jovis) y était adoré. L'église et le bourg actuels ont vraisemblablement été fondés sur un ancien sanctuaire roman.
Les vestiges du château fort de Giou  sont encore visibles en amont de l'église.
La Maison de Giou est une ancienne et illustre Maison de la Haute Auvergne :

entre autres : 
- Pierre de Giou général des galères[réf. nécessaire],  décédé en 1577 lequel, au retour de la prise de Pignon, passa à Marseille,où était le roi Charles IX, y fit livrer un combat de galères pour amuser Sa Majesté, lui donna sur son bord  une somptueuse collation, fit des présents à toute la Cour, et accompagna le Roi à Arles dont il reçut une belle chaine d'or. Lors du siède de Malte,il rendit de grands services à l'Ordre, en fut fait Maréchal et nommé 2 fois Ambassadeur. Il mourut en retournant à Malte où il espérait être nommé Grand-Maitre.
- Lévi de Giou  -(dit Louis) - décédé en 1622 - gouverneur de Calvinet ,  écuyer de Catherine de Bourbon, duchesse d'Albret,  la sœur du roi Henri IV. Il défit le Duc de Joyeuse dans les plaines de  Montautran; sur quoi le Roi lui écrivit pour le remercier. Plusieurs lettres du Roi Henri IV, écrites à Lévi, lui furent adressées à Calvinet : l'une, datée du camp d'Etampes le 23 novembre 1592 ; une autre écrite à Saumur le 3 mars 1593, la troisième écrite à Chartres le 11 octobre 1593, et la quatrième, écrite de Paris le 3 mars 1597 . Toutes signées Henri ; lequel le convia à son sacre.
- Jacques II de Giou - Gouverneur de Calvinet, Seigneur de Caylus et de Sales,  Chevalier, familier de Jacques d'Armagnac. Il eut la charge de la démolition des places fortes de Murat et de Carlat

Le 16 mars 1697, sur ordre de perquisition de l'intendant d'Ormesson à la suite d'une dénonciation, Jean de Boschatel, conseiller au bailliage d'Aurillac, accompagné d'Antoine de Senezergues, avocat du Roi et de Jean Vernhes, vicaire général, enfoncèrent la porte de la bibliothèque du château et soulevèrent les planchers ; ils trouvèrent une centaine d'ouvrages dissimulés dont les auteurs étaient calvinistes. Le château était alors vide de ses propriétaires, cette branche de famille étant éteinte.

## Politique et administration
| Période                                  | Période                         | Identité          | Étiquette      | Qualité    |
| ---------------------------------------- | ------------------------------- | ----------------- | -------------- | ---------- |
| Les données manquantes sont à compléter. |                                 |                   |                |            |
| 1989                                     | 2001                            | Jean Estival      |                | architecte |
| 2001                                     | 2014                            | Gabriel Peyronnet |                | retraité   |
| 2014                                     | En cours (au 11 septembre 2020) | Frédéric Godbarge | Sans étiquette | Cadre      |

## Population et société

### Démographie

#### Évolution démographique
L'évolution du nombre d'habitants est connue à travers les recensements de la population effectués dans la commune depuis 1793. Pour les communes de moins de 10 000 habitants, une enquête de recensement portant sur toute la population est réalisée tous les cinq ans, les populations de référence des années intermédiaires étant quant à elles estimées par interpolation ou extrapolation. Pour la commune, le premier recensement exhaustif entrant dans le cadre du nouveau dispositif a été réalisé en 2005.

En 2022, la commune comptait 736 habitants, en évolution de −4,91 % par rapport à 2016 (Cantal : −1,08 %, France hors Mayotte : +2,11 %).
| 1793 | 1800 | 1806 | 1821 | 1831 | 1836 | 1841 | 1846 | 1851 |
| ---- | ---- | ---- | ---- | ---- | ---- | ---- | ---- | ---- |
| 679  | 480  | 649  | 685  | 656  | 673  | 681  | 687  | 664  |

| 1856 | 1861 | 1866 | 1872 | 1876 | 1881 | 1886 | 1891 | 1896 |
| ---- | ---- | ---- | ---- | ---- | ---- | ---- | ---- | ---- |
| 694  | 631  | 635  | 611  | 607  | 600  | 569  | 630  | 612  |

| 1901 | 1906 | 1911 | 1921 | 1926 | 1931 | 1936 | 1946 | 1954 |
| ---- | ---- | ---- | ---- | ---- | ---- | ---- | ---- | ---- |
| 582  | 554  | 560  | 465  | 461  | 502  | 473  | 448  | 478  |

| 1962 | 1968 | 1975 | 1982 | 1990 | 1999 | 2005 | 2006 | 2010 |
| ---- | ---- | ---- | ---- | ---- | ---- | ---- | ---- | ---- |
| 446  | 427  | 461  | 648  | 677  | 697  | 721  | 736  | 743  |

| 2015 | 2020 | 2022 | - | - | - | - | - | - |
| ---- | ---- | ---- | - | - | - | - | - | - |
| 770  | 752  | 736  | - | - | - | - | - | - |

#### Pyramide des âges
En 2020, le taux de personnes d'un âge inférieur à 30 ans s'élève à 26,7 %, soit un taux identique à la moyenne départementale (26,7 %). Le taux de personnes d'un âge supérieur à 60 ans (32 %) est inférieur au taux départemental (36,3 %).
En 2020, la commune comptait 377 hommes pour 375 femmes, soit un taux de 50,13 % d'hommes, supérieur au taux départemental (48,84 %).
Les pyramides des âges de la commune et du département s'établissent comme suit :
| Hommes | Classe d’âge | Femmes |
| ------ | ------------ | ------ |
| 0,5    | 90 ou +      | 2,4    |
| 8      | 75-89 ans    | 8,8    |
| 20,4   | 60-74 ans    | 24     |
| 24,1   | 45-59 ans    | 24,5   |
| 17     | 30-44 ans    | 16,8   |
| 14,3   | 15-29 ans    | 10,1   |
| 15,6   | 0-14 ans     | 13,3   |

| Hommes | Classe d’âge | Femmes |
| ------ | ------------ | ------ |
| 1,2    | 90 ou +      | 3,1    |
| 10,1   | 75-89 ans    | 13,5   |
| 22,9   | 60-74 ans    | 22,6   |
| 21,8   | 45-59 ans    | 20,5   |
| 16,1   | 30-44 ans    | 15,2   |
| 13,8   | 15-29 ans    | 11,9   |
| 14,2   | 0-14 ans     | 13,3   |

### Sports
Le club de football de l'US Giou-de-Mamou, qui comprend une équipe senior et une équipe de jeunes, est l'unique club sportif de la commune.

## Culture locale et patrimoine

### Lieux et monuments
- Église Saint-Bonnet du XVe siècle[18], inscrite aux monuments historiques le 14 novembre 1980[19], entièrement rénovée. Vitrail de l'artiste contemporain Jean Labellie.
- Quelques vestiges du château.
- Menhir de Giou-de-Mamou[20],[21]
- Le Roc de Rocas, notamment mentionné sur la carte de Cassini, au sud-ouest de la commune près de l'écart abandonné d'Espériès Haut.

### Personnalités liées à la commune
- Michel Four (1945-), artiste peintre, résidant à Giou-de-Mamou.